# Bolesław Eulogiusz Potocki
Bolesław Eulogiusz Potocki herbu Pilawa z Potoka (ur. 1 grudnia 1829 w Będlewie, zm. 2 września 1898 tamże) – polski hrabia ziemianin, działacz społeczny i gospodarczy.

## Życiorys
Był synem Maksymiliana Józefa Potockiego (1786-1837) herbu Pilawa i Józefy z Wyszyńskich (ur. 1800) herbu Grabie. Był dwukrotnie żonaty. W 1861 pojął za żonę Helenę z Kwileckich, która zmarła rok później. Miał z nią córkę. W 1871 poślubił Józefę Mycielską, z którą miał synów Józefa i Bolesława oraz córkę Felicję.
Po ojcu odziedziczył 7600-hektarowy majątek Będlewo. Wprowadzając nowoczesne metody zarządzania oraz techniki uprawy i hodowli znacząco podniósł rentowność posiadłości. Należał do grona założycieli Dziennika Poznańskiego. W 1863 wspomógł kwotą 10 000 talarów powstanie styczniowe. W 1866 otrzymał dożywotnie członkostwo Poznańskiego Towarzystwa Przyjaciół Nauk. W 1870 założył w Poznaniu wraz z Mieczysławem Kwileckim Bank Rolniczo-Przemysłowy oraz Bank Kwilecki, Potocki i Spółka. W tym samym roku wsparł inicjatywę wybudowania Teatru Polskiego, który otrzymał następnie nazwę "Teatr Polski w Ogrodzie Potockiego". Wspierał też działalność spółki "Bazar Poznański" wchodząc w latach 1877–1893 w skład jej dyrekcji. W 1881 wchodził w skład deputacji do papieża, a 6 maja 1889 uzyskał z rąk papieża Leona XIII dziedziczny tytuł hrabiego rzymskiego i nowy herb – Pilawa odmiana. Pochowany został w Łodzi koło Stęszewa.